# Phimodera galgulina
Phimodera galgulina är en insektsart som först beskrevs av Herrich-schaeffer 1837.  Phimodera galgulina ingår i släktet Phimodera och familjen sköldskinnbaggar. Inga underarter finns listade i Catalogue of Life.